# Valle (Morbegno)
Valle è una frazione del comune di Morbegno, in provincia di Sondrio.

## Geografia fisica
La frazione di Valle è situata a sud e a un altitudine più alta del centro comunale, nella valle di Albaredo, ad un'altezza di 840 metri sul livello del mare. È collegata con Morbegno grazie alla strada statale 470 della val Brembana. Prima della costruzione di tale strada era collegata con Morbegno tramite la Via Priula.

## Monumenti e luoghi d'interesse
Nella frazione si trova la chiesetta di San Matteo Apostolo, consacrata nel 1437 ed eretta a parrocchia nel 1480. Nel 1563 da essa si staccò la parrocchia di San Rocco di Albaredo per San Marco.